# Dolores Ciepielewska
Dolores Marta Ciepielewska (ur. 30 czerwca 1944 w Gdyni) – polska entomolog.

## Życiorys
W 1968 ukończyła studia w Wyższej Szkole Rolniczej w Olsztynie (późniejszej Akademii Rolniczo-Technicznej), w 1977 obroniła doktorat, w 1997 habilitowała się, a w 1998 została profesorem nadzwyczajnym. Od 1997 do 2000 kierowała Zakładem Entomologii Akademii Rolniczo-Technicznej, a od 1999 Uniwersytetu Warmińsko-Mazurskiego. Od 2000 była kierownikiem Katedry Entomologii, Fitopatologii i Diagnostyki Molekularnej. Przedmiotem badań Dolores Ciepielewskiej jest entomologia rolnicza, występowanie i behawior drapieżców mszyc oraz naturalna odporność roślin na żerowanie gatunków szkodliwych. Prowadzi badania nad ochroną plonów poprzez wykorzystywanie naturalnej odporności nasion na porażenie przez szkodniki magazynowe, nad fauną pożyteczną w monokulturach wiesiołka, gryki i rzepaku jarego. Opracowała skład gatunkowy, liczebność i sezonową zmienność występowania naturalnych wrogów mszyc m.in. Coccinellidae, Syrphidae i Chrysopidae.
Dorobek naukowy obejmuje 116 publikacji, w tym 6 monografii, 5 skryptów i opracowań.

## Nagrody
- Honorowa Odznaka Akademii Rolniczo-Technicznej w Olsztynie (1980);
- Honorowa Odznaka „Zasłużony dla Wydziału Rolniczego” (1987);
- Medal „Zasłużony dla Uczelni” (1999)[2].